# داستان یک مادر
داستان یک مادر (دانمارکی: Historien om en moder) داستانی از شاعر دانمارکی، نویسنده مسافرتی، نویسنده داستان کوتاه و رمان‌نویس هانس کریستین اندرسن (۱۸۷۵–۱۸۰۵) است. این داستان برای اولین بار در دسامبر ۱۸۴۷ منتشر شد. از این داستان فیلم‌هایی ساخته شده است، و همچنین به یک اقتباس فیلم انیمیشن با استفاده از روش‌های دست نشانده توقف حرکت.

## خلاصه داستان
در شهری دور بچه‌ای زندگی می‌کرد که مریض بود و به سختی نفس می‌کشید. مادرش هم دایم کنارش می‌نشست و نگاهش می‌کرد و غصه می‌خورد چون هر روز صدای نفس‌های بچه کمتر می‌شد و مادرش بیشتر نگران می‌شد. یک روز پیرمرد غریبه‌ای که یک دست لباس پاره پوره و کهنه تنش بود وارد خانه‌ی آنها شد. پیرمرد به مادر بچه گفت که آمده آنجا تا کمی گرم بشود. مادر هم آب را روی اجاق گذاشت تا برایش قهوه درست کند.مادر هم به بچه و هم به پیرمرد نگاه کرد و پرسید: «یعنی خدا بچه را برام نگه می‌داره؟ یعنی اون زنده می‌مونه؟»
اما آن پیرمردی که به خانه‌ی آنها آمده بود، فرشته‌ی مرگ بود و آمده بود که بچه را با خودش ببرد.
زن 3 شبانه روز بود نخوابیده بود برای همین خوابش برد.وقتی که از خواب بیدار شد با تعجب دید که پیرمرد و بچه‌اش آنجا نیستند. و فهمید که کار آن پیرمرد است. زن با هول و هراس زیادی از خانه بیرون آمد ، بعد زنی که لباس‌های سیاه زیادی تنش بود به او گفت: «من شب هستم و می‌دونم که بچتو کی برد؟ بچه‌ی تو رو مرگ برداشت و با خودش برد. اون خیلی تند می‌رفت، از باد هم تندتر و اون هرچی رو که با خودش ببره دیگه برنمی‌گردونه.»
مادر کودک گفت: «بهت التماس می‌کنم. بگو اون از کدوم طرف رفت. می‌خوام برم دنبالش بچمو ازش بگیرم.» شب هم جواب داد: «اول باید برام از اون لالایی‌های قشنگی که برای بچه‌ت می‌خوندی بخونی تا بهت بگم اون از کدوم طرف رفت.»
بعد از این که او تمام لالایی‌ها را خواند شب به او گفت: «مرگ با بچه‌ت به سمت جنگل صنوبر رفت.» مادر با سرعت به طرف جنگل دوید اما وقتی که به آنجا رسید یک دو راهی جلوی خودش دید که نمی‌دانست از کدام یک از آنها باید برود. درآنجا یک بته‌ی خرچگ را دید که روی آن را یخ پوشانده بود.
پس مادر از او پرسید: «تو مرگ رو ندیدی که با بچه‌ی من از کدوم طرف می‌رفتن؟» بته‌ی خرچگ  جواب داد: «من می‌دونم، ولی اول باید منو بذاری روی قلبت تا گرم بشم بعد بهت بگم اون از کدوم طرف رفت.»
مادر که دید دارد دیر می‌شود فوری او را روی قلبش گذاشت تا گرمش کند. سپس بته‌ی خار به او گفت که برود به آن سمت دریاچه. و مادر بدون معطلی به سمت دریاچه رفت. اما وقتی به آنجا رسید هیچ قایقی در ساحل نبود تا او بتواند به آن سمت دریاچه برود.
پس او در دلش گفت:«که خدا کند معجزه‌ای رخ بدهد.» و شروع به گریه کرد تا چشمانش تبدیل به مروارید شد و در آمد افتاد.دریاچه دلش به رحم آمد و برایش قو فرستاد و قو پرواز کرد و زن را به آن طرف دریاچه برد که یک خانه‌ی خیلی خیلی بزرگ بود و در آن خانه به جای اتاق، غارهای فراوانی دیده می‌شد.
مادر که نمی‌توانست ببیند حس کرد که کسی از آن خانه بیرون آمد.از او پرسید: «من چطوری می‌تونم بچه مو پیدا کنم؟» آن کسی که از خانه بیرون آمده بود پیرزنی بود که نامش قبر بود و مسئول نگهبانی از گلخانه. پیرزن گفت: «اون رفته و هنوز برنگشته. تو چطوری این جا رو پیدا کردی؟» مادر هم گفت: «با کمک خدا بود که تونستم این جا رو پیدا کنم. تو رو خدا تو هم به من کمک کن که بتونم بچه‌مو پیدا کنم.» پیرزن گفت: «من بچه‌ی تو رو نمی‌شناسم. خودت هم که نمی‌تونی ببینی تا دنبال بچه‌ت بگردی اما اگه یه راهی رو یادت بدم چی به من می‌دی؟» مادر گفت: «من که چیزی ندارم تا بهت بدم اما حاضر تا آخر دنیا برات برم.»
پیرزن گفت: «این موهای بلند و قشنگ و مشکی چی‌اند؟ تو اونا رو به من بده و منم کمکت می‌کنم، تو هم مو های سفیدم رو بردار.»
مادر هم فوری گفت: «باشه.» مادر موهایش را به پیرزن داد و پیرزن هم در عوض موهای خودش را به او داد و گفت: «این جا درخت و گل‌های زیادی هستند و همه‌ی آن در حقیقت آدم‌هایی هستند که مرگ می‌خواد امشب بیاید و آن را با خودش به جای دیگه‌ای ببرد. اما فرق اینا با درختان و گل‌های دیگه اینه که اینا قلب دارن. و تو هم چون یه مادری به راحتی می‌تونی صدای قلب بچه‌ت رو بشناسی.»
سپس پیرزن او را به سمت گل‌ها برد و او باید از بین میلیون‌ها گل بچه‌اش را پیدا می‌کرد.
مادر که به آنها رسیده بود ضربان قلبشان را یکی یکی گوش می‌کرد تا این که از بین آن همه گل کوچک، بچه‌اش را شناخت و با خوشحالی فریاد زد: «خودشه، این بچه‌ی منه.»
اما بچه‌اش به شکل یک گیاه زعفران درآمده بود و گلی بی‌حال از آن آویزان بود. مادر او را بوسید و از خوشحالی اشک ریخت.
مرگ وقتی مادر را دید گفت:«چگونه زودتر از من رسیدی؟»مادر گفت:«چون من مادر هستم!»
مرگ می‌خواست گلی را که بچه‌ی آن مادر بود بکند و با خودش ببرد اما مادر دست‌هایش را جلوی بچه‌اش گرفت تا نگذارد او به آنها دست بزند مرگ دو مروارید به زن داد و گفت:«این چشمان توست آنها را از اعماق دریاچه پیدا کردم وقتی آمدم نمیدانستم برای توست این ها را بگیر و به چشمه زیر پایت نگاه کن و آینده‌ی دو تا از گل‌ها رو توی اون ببین که زندگی آدمیشان است.»
وقتی مادر داخل چشمه را نگاه کرد، اول آینده‌ی یکی از گل‌ها را دید که بسیار خوشبخت شده و زندگی شادی دارد و به همه کمک می کند اما بعد آینده‌ی آن دومی را دید که یک زندگی پر از درد و رنج و بدبختی و بدجنسی بود.
مادر پرسید:«کدام سرنوشت کودک من است؟به من بگو.کودکم را نجات بده. کودکم را از همه ی بدبختی ها نجات بده و با خود ببر.»مرگ گفت:«منظورت چیست؟او را با خود ببرم یا نبرم؟»مادر رو به آسمان گفت:«خداوندا! هر وقت دعاهام برخلاف میل تو بود تو به اونا توجه نکن و برآوردشون نکن و هر دعایی رو که خودت صلاح دونستی برآورده کن. خدایا! هر وقت که دعاهام به صلاح نبودند اصلاً به آه و ناله‌هام هیچ توجهی نکن.من راضیم به خشنودی تو.»
و سرش را روی دامنش گذاشت و آنگاه مرگ کودکش را با خود به سرزمین ناشناخته برد.